# スタンダード・ブランズ
スタンダード・ブランズ（Standard Brands）は、かつてアメリカ合衆国にあった食品メーカーである。
1929年、J・P・モルガン・アンド・カンパニーにより、以下の5つの会社を合併して設立された。
- フライシュマン（英語版）
- ロイヤル・ベーキングパウダー（英語版）
- E・W・ギリエット・カンパニー
- ウィドラー・フード・プロダクツ[2]
- チェイス・アンド・サンボーン・コーヒー

1940年までには、ゼネラルフーヅに次ぐアメリカで第2位の食品メーカーとなった。1955年にはフォーチュン500で75位となった。
スタンダード・ブランズは何度か合併をしている。1960年にプランターズを、1964年にカーチス・キャンディーを、1979年にスコッチウイスキーのインバーハウスを買収した。
シーグラムがスタンダード・ブランズに合併を持ちかけたこともあった。1981年にナビスコと合併して「ナビスコ・ブランズ」となり、スタンダード・ブランズ社長のF・ロス・ジョンソンが新会社の社長に就任した。